# Szamarszkit
A szamarszkit (pontosabb nevén szamarszkit-(Y)) ritkaföldfém-tartalmú radioaktív ásvány. Nevét Vaszilij Jevgrafovics Szamarszkij-Bihovec 19. századi orosz bányamérnökről kapta.